# Érick Gutiérrez
Érick Gabriel Gutiérrez Galaviz (sinh ngày 15 tháng 6 năm 1995) là một cầu thủ bóng đá chuyên nghiệp người México hiện thi đấu ở vị trí tiền vệ cho câu lạc bộ PSV Eindhoven tại Eredivisie và đội tuyển quốc gia México.

## Thống kê sự nghiệp

### Câu lạc bộ
Tính đến 12 tháng 11 năm 2022
| Club         | Season       | League       | League | League | Cup  | Cup   | Continental | Continental | Other | Other | Total | Total |
| Club         | Season       | Division     | Apps   | Goals  | Apps | Goals | Apps        | Goals       | Apps  | Goals | Apps  | Goals |
| ------------ | ------------ | ------------ | ------ | ------ | ---- | ----- | ----------- | ----------- | ----- | ----- | ----- | ----- |
| Pachuca      | 2013–14      | Liga MX      | 11     | 0      | 7    | 0     | —           | —           | —     | —     | 18    | 0     |
| Pachuca      | 2014–15      | Liga MX      | 34     | 6      | —    | —     | 6           | 3           | —     | —     | 40    | 9     |
| Pachuca      | 2015–16      | Liga MX      | 34     | 3      | 7    | 0     | —           | —           | —     | —     | 41    | 3     |
| Pachuca      | 2016–17      | Liga MX      | 29     | 1      | —    | —     | 8           | 2           | 1     | 0     | 38    | 3     |
| Pachuca      | 2017–18      | Liga MX      | 30     | 5      | 3    | 1     | —           | —           | —     | —     | 33    | 6     |
| Pachuca      | 2018–19      | Liga MX      | 6      | 2      | 2    | 0     | —           | —           | —     | —     | 8     | 2     |
| Pachuca      | Total        | Total        | 144    | 17     | 19   | 1     | 14          | 5           | 1     | 0     | 178   | 23    |
| PSV          | 2018–19      | Eredivisie   | 16     | 3      | 2    | 1     | 4           | 0           | —     | —     | 22    | 4     |
| PSV          | 2019–20      | Eredivisie   | 15     | 1      | —    | —     | 10          | 0           | 1     | 0     | 26    | 1     |
| PSV          | 2020–21      | Eredivisie   | 8      | 0      | 1    | 0     | 1           | 0           | —     | —     | 10    | 0     |
| PSV          | 2021–22      | Eredivisie   | 25     | 1      | 5    | 1     | 9           | 0           | —     | —     | 39    | 2     |
| PSV          | 2022–23      | Eredivisie   | 12     | 1      | 0    | 0     | 8           | 2           | 1     | 0     | 21    | 3     |
| PSV          | Total        | Total        | 76     | 6      | 8    | 2     | 32          | 2           | 2     | 0     | 118   | 10    |
| Career total | Career total | Career total | 220    | 23     | 27   | 3     | 46          | 7           | 3     | 0     | 296   | 33    |

1. ↑  Includes Copa MX and KNVB Cup
2. 1 2  Appearances in CONCACAF Champions League
3. ↑  Appearance in Campeón de Campeones
4. ↑  Appearances in UEFA Champions League
5. ↑  Two appearances in UEFA Champions League, eight appearances in UEFA Europa League
6. 1 2  Appearances in Johan Cruyff Shield
7. ↑  Appearance in UEFA Europa League
8. ↑  Four appearances in UEFA Europa League, five appearances in UEFA Europa Conference League
9. ↑  Four appearances and one goal in UEFA Champions League qualifying round, four appearances and one goal in UEFA Europa League

### Quốc tế
Tính đến ngày 26 tháng 11 năm 2022
| México | México | México |
| Năm    | Trận   | Bàn    |
| ------ | ------ | ------ |
| 2016   | 1      | 0      |
| 2017   | 7      | 0      |
| 2018   | 5      | 0      |
| 2019   | 6      | 1      |
| 2021   | 9      | 0      |
| 2022   | 7      | 0      |
| Tổng   | 35     | 1      |

#### Bàn thắng quốc tế
Bàn thắng và kết quả của México được để trước
| # | Ngày               | Địa điểm                                      | Đối thủ | Bàn thắng | Kết quả | Giải đấu |
| - | ------------------ | --------------------------------------------- | ------- | --------- | ------- | -------- |
| 1 | 6 tháng 9 năm 2019 | Sân vận động MetLife, East Rutherford, Hoa Kỳ | Hoa Kỳ  | 2–0       | 3–0     | Giao hữu |